# Gestreifte Schmetterlingsfledermaus
Die Gestreifte Schmetterlingsfledermaus (Glauconycteris alboguttata) ist ein im zentralen Afrika verbreitetes Fledertier in der Familie der Glattnasen. Die Art wurde zeitweilig zu den Lappenfledermäusen (Chalinolobus) gezählt.

## Merkmale
Diese Fledermaus hat oberseits weiches braunes Fell, mit Ausnahme eines weißen Flecks auf jeder Schulter und weißen Streifen an den Körperseiten. Die Schulterflecken sind etwa 8 mm lang und 5 mm breit, worauf eine etwa 10 mm lange Lücke zum Streifen folgt. Wie bei anderen Glattnasen fehlt ein Nasenblatt. Die Exemplare besitzen etwa 13 mm lange abgerundete Ohren, die nicht mit einem Hautstreifen auf der Stirn verbunden sind. Der Schwanz ist in die Schwanzflughaut eingebettet oder es ragt nur eine winzige Spitze heraus. Die Zahnformel lautet I 2/2, C 1/1, P+M 4/5. Die inneren Schneidezähne im Oberkiefer besitzen zwei ungleich hohe Höcker. Die Gestreifte Schmetterlingsfledermaus hat weitere weiße Stellen am Mund und am Kinn. Zusätzlich ist der Bereich der Flügel, der vor den Armen liegt, weiß. Ansonsten haben die Flügel und die Schwanzflughaut eine schwarzbraune Farbe. Für das weibliche Typusexemplar wurden eine Kopf-Rumpf-Länge von 52 mm, eine Schwanzlänge von 42 mm, etwa ähnlich lange Unterarme und 8 mm lange Hinterfüße (mit Fersensporn 19 mm) ermittelt. Die Art ist größer als die Gefleckte Schmetterlingsfledermaus (Glauconycteris humeralis).

## Verbreitung und Lebensweise
Für diese Fledermaus sind Populationen in der zentralen Demokratischen Republik Kongo und im zentralen Kamerun bekannt. Vermutlich ist sie auch in den dazwischen liegenden Regionen der Republik Kongo und im nördlichen Gabun verbreitet. Die Art hält sich in tropischen Regenwäldern und anderen feuchten Wäldern im Flachland auf. Vermutlich entspricht das Verhalten anderen Gattungsvertretern.

## Gefährdung
Für den Bestand liegen keine Bedrohungen vor. Trotz fehlender Angaben zur Populationsgröße scheint die Art nicht selten zu sein. Die IUCN listet die Gestreifte Schmetterlingsfledermaus als nicht gefährdet (least concern).